# Swiatosławka (obwód saratowski)
Swiatosławka (ros. Святославка) – wieś (sieło) w Rosji, w obwodzie saratowskim, w rejonie samojłowskim. W 2010 liczyła 2256 mieszkańców.